# Борреманс, Виллем
Виллем (или Гульельмо) Борреманс (Антверпен, 1672 — Палермо, 1744) — фламандский живописец эпохи барокко, в основном работавший в Южной Италии (Неаполитанском королевстве и на Сицилии).

## Биография

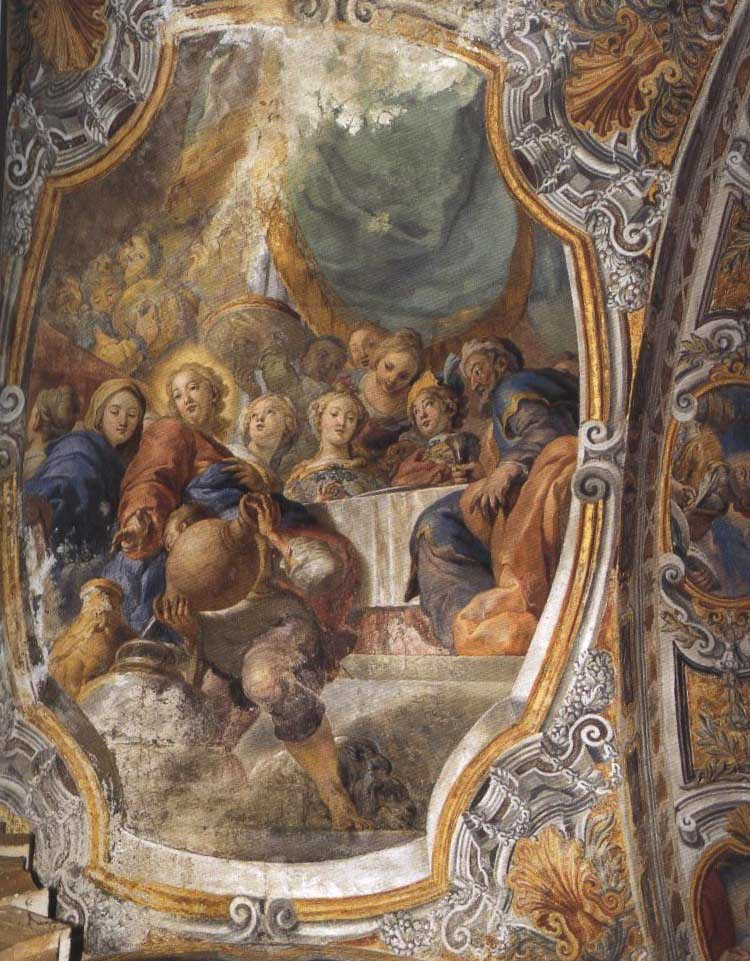
Брак в Кане Галилейской. Фреска церкви Марторана (Палермо)

О раннем периоде жизни Борреманса практически ничего неизвестно. Его первые работы, известные исследователям, относятся к 1705—1706 годам и находятся в Козенце (Калабрия). В начале XVIII века Борреманс жил в Неаполе, где усвоил характерные черты неаполитанской барочной живописи: яркие краски; выразительность присутствующих на картине лиц, вплоть до самых незначительных; насыщенность картин большим количеством персонажей; тщательная прорисовка одежд и прочих аксессуаров. В живописи Борреманса очевидно влияние Луки Джордано и Паоло де Маттиса. В 1714—1715 годах Борреманс переехал в Палермо, и вся его последующая жизнь связана с Сицилией. Среди его произведений выделяются:
- Палермо: фрески в церквях Марторане (монастырская галерея и бывший нартекс, 1717), Санти-Кваранта-Мартири-алла-Гвилла и Санта-Мария-ди-Монтеверджини;
- Алькамо: 38 фресок базилики Санта-Мария-Ассунта;
- Катания: «Благовещение» в церкви миноритов на виа Крочифери и «Святой Антоний в пустыне» в кафедральном соборе;
- Кальтаниссетта: фрески в кафедральном соборе Санта-Мария-ла-Нова и церкви Санта-Агата;
- Никозия: фреска «Слава святого Винченцо Феррере» (1717) в конхе апсиды церкви Сан-Винченцо-Феррери.